# East Lynne (1913)
East Lynne é um filme mudo britânico de 1913, do gênero drama, dirigido por Bert Haldane e estrelado por Blanche Forsythe, Fred Paul e Fred Morgan. Foi baseado do romance de 1861, East Lynne, de Ellen Wood.

## Elenco
- Blanche Forsythe - Lady Isobel
- Fred Paul - Archibald Carlyle
- Fred Morgan - Capitão Levison
- Rachel de Solla - Cornelia Carlyle
- May Morton - Joyce
- Pippin - Little Willie
- Doreen O'Connor - Afy Hallijohn
- Lindsay Fincham - Barbara Hare
- Rolf Leslie
- Roy Travers